# Mișcarea de rezistență din România în Al Doilea Război Mondial
Mișcarea de rezistență din România în timpul celui de-al doilea război mondial s-a manifestat în cinci moduri:
- în teritoriile locuite de români pe care regele Carol al II-lea, sub presiunea ambasadorului Germaniei în România, Wilhelm Fabricius, a fost obligat să le cedeze sovieticilor - conform Pactului Ribbentrop-Molotov și maghiarilor - conform Dictatului de la Viena, de către grupuri de partizani formate în vara anului 1940, pe măsură ce s-a instaurat represiunea noilor stăpâni ai acestor teritorii;
- după lovitura de stat din septembrie 1940 care a instaurat "Statul Național-Legionar" condus de Garda de Fier și de mareșalul Ion Antonescu (autoproclamat „Philippe Pétain al României"), Wehrmacht-ul a fost "invitat" să ocupe ceea ce a mai rămas din România în octombrie 1940, pe măsură ce rechizițiile s-au înmulțit, s-au format noi grupuri de partizani;
- după ruperea Pactului Ribbentrop-Molotov din 1941, în URSS s-au format două divizii alcătuite din prizonieri români ("Tudor Vladimirescu" și "Horea, Cloșca și Crișan"), care au luptat de partea Aliaților, inițial sub egida Comintern, apoi sub cea a Partidului Comunist Român;
- după înfrângerea de la Stalingrad din 1943, regele Mihai I și politicienii români au încercat să iasă din sfera de influență germană, provocând, la 23 august 1944, răsturnarea lui Antonescu și integrarea României între Aliați;
- după instaurarea represiunii împotriva evreilor a regimului Antonescu, mișcările umanitare, între care Crucea Roșie a jucat rolul principal, au creat canale de ajutor (în esență alimentar și medical) pentru cei persecutați (în special cei deportați în Transnistria) pentru a asigura trecerea prin Bulgaria (țară aliată a Axei Roma-Berlin-Tokyo dar care nu a participat la lupte împotriva Aliaților) și Turcia (stat neutru) către Palestina (pentru a se putea obține vize britanice, acordate cu dificultate și în număr foarte redus).

## Istoric

### Rezistența armată
Sentimentul antigerman a rămas foarte puternic în România, atât în rândul civililor, cât și în rândul soldaților, în urma durității ocupației germane din timpul Primului Război Mondial, și a faptului că, de la sosirea sa în România în octombrie 1940, Wehrmacht-ul s-a comportat ca într-o țară cucerită, înmulțind rechizițiile, deși regimul Antonescu era aliatul Germaniei. Partizanii proveneau din rândurile oamenilor din mediul rural înfometați de rechiziții și care fugeau de înrolare, ale locuitorilor antifasciști din mediul urban, ale evreilor care fugeau de pogromurile Gărzii de Fier, de munca forțată și de deportarea în Transnistria, precum și ale dezertorilor. Soldații antifasciști le-au procurat în secret arme, din iunie 1941 până în august 1944 fiind pronunțate 8.600 sentințe ale Curților marțiale pentru astfel de fapte. Ca și în Franța, atacul asupra URSS a scos la lumină Partidul Comunist Român și l-a făcut să se alăture oponenților fascismului.

### Diviziile românești aliate

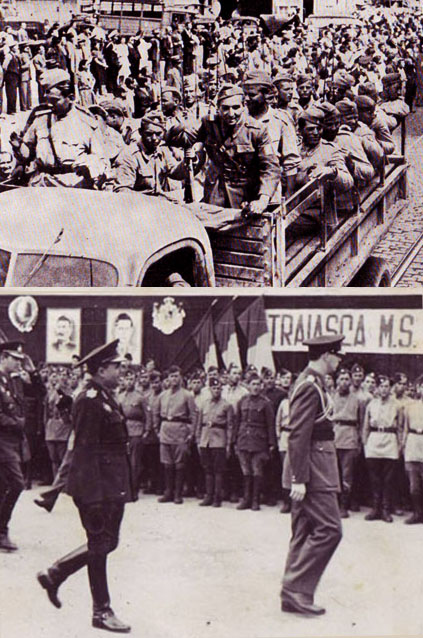
sus: Divizia „Tudor Vladimirescu” la intrarea în București, la sfârșitul lui august 1944.
jos: trecerea în revistă a trupelor de către regele Mihai I, la începutul lunii septembrie 1944

Diviziile „Tudor Vladimirescu” și „Horea, Cloșca și Crișan” au luptat în URSS împotriva germanilor. Efectivele lor au sporit în timpul Campaniei împotriva URSS (iunie 1941 - august 1944) datorită numărului mare de dezertori și de prizonieri români capturați de Armata Roșie. Divizia „Tudor Vladimirescu” era comandată de generalii Nicolae Cambrea și Iacob Teclu. Divizia „Horea, Cloșca și Crișan” era comandată de generalul Mihail Lascăr, care se predase și se alăturase sovieticilor la Stalingrad. După ce s-au retras inițial spre est din cauza ofensivei forțelor Axei până în Caucaz, acestea au înaintat spre vest, până la sfârșitul războiului ajungând la Bratislava, în Slovacia, la 4 aprilie 1945 și la Humpolec, în Boemia, la 7 mai 1945:79. Divizia „Tudor Vladimirescu” (6.000 de oameni la constituire, 19.000 la sfârșitul războiului, majoritatea țărani) a fost plasată în fața diviziilor germane sau maghiare și folosită în luptă directă. Divizia „Horea, Cloșca și Crișan” (5.000 de oameni la sfârșitul războiului, majoritatea orășeni) a fost folosită în schimb împotriva unităților armatei române care acționa la ordinele regimului Antonescu, în acțiuni de infiltrare și propagandă, pentru a încerca (deseori cu succes, în special în timpul și după bătălia de la Stalingrad) ralierea soldaților la cauza Aliaților. În ceea ce privește prizonierii români capturați de sovietici, alegerea între captivitatea în Siberia și înrolarea în diviziile „Tudor Vladimirescu” sau „Horea, Cloșca și Crișan” i-a determinat pe mulți dintre ei să aleagă a doua variantă, chiar dacă nu aveau convingeri politice clare. În cadrul acestor divizii, ei au primit o educație politică de stânga sub auspiciile comisarilor politici membri ai Partidului Comunist Român: colonelul Mircea Haupt (fratele istoricului comunist devenit francez Georges Haupt) pentru Divizia „Tudor Vladimirescu” și colonelul Walter Roman (fostul membru al Brigăzilor Internaționale în Războiul Civil Spaniol și tatăl fostului prim ministru al României Petre Roman) pentru divizia „Horea, Cloșca și Crișan”. După război, la 9 februarie 1946, 58 de ofițeri din aceste două divizii au primit Ordinul Victoriei.

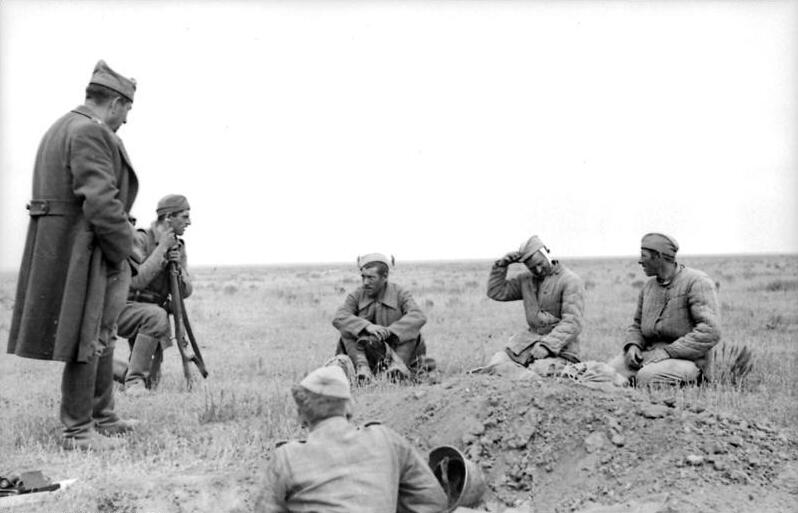
Soldați români și sovietici discutând lângă Stalingrad, la sfârșitul anului 1942. Cei din urmă erau, teoretic, prizonieri ai primilor, dar nu pentru mult timp
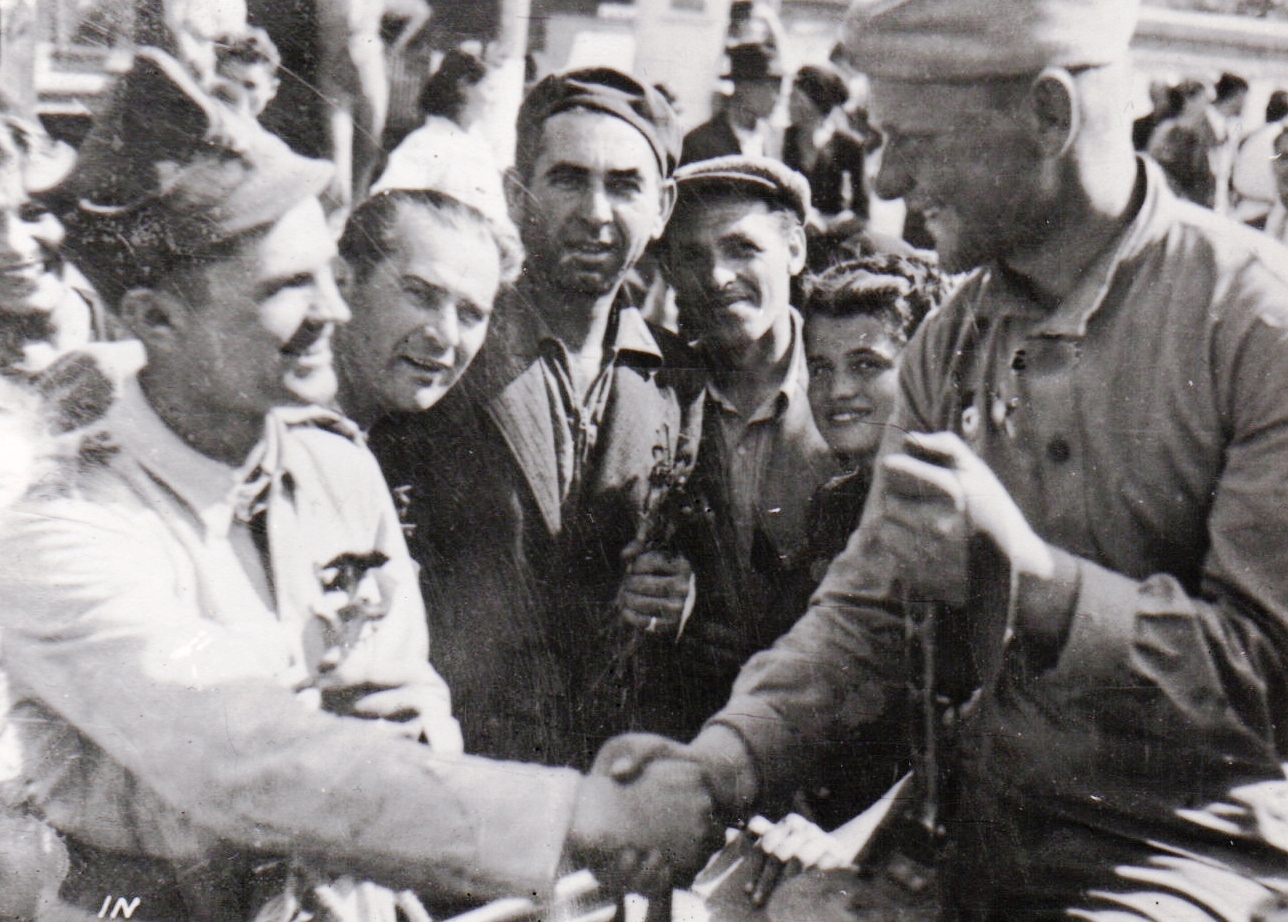
Forțele sovietice primite ca aliați de Armata română, în 1944
Întoarcerea frontului român în august 1944[5]:76
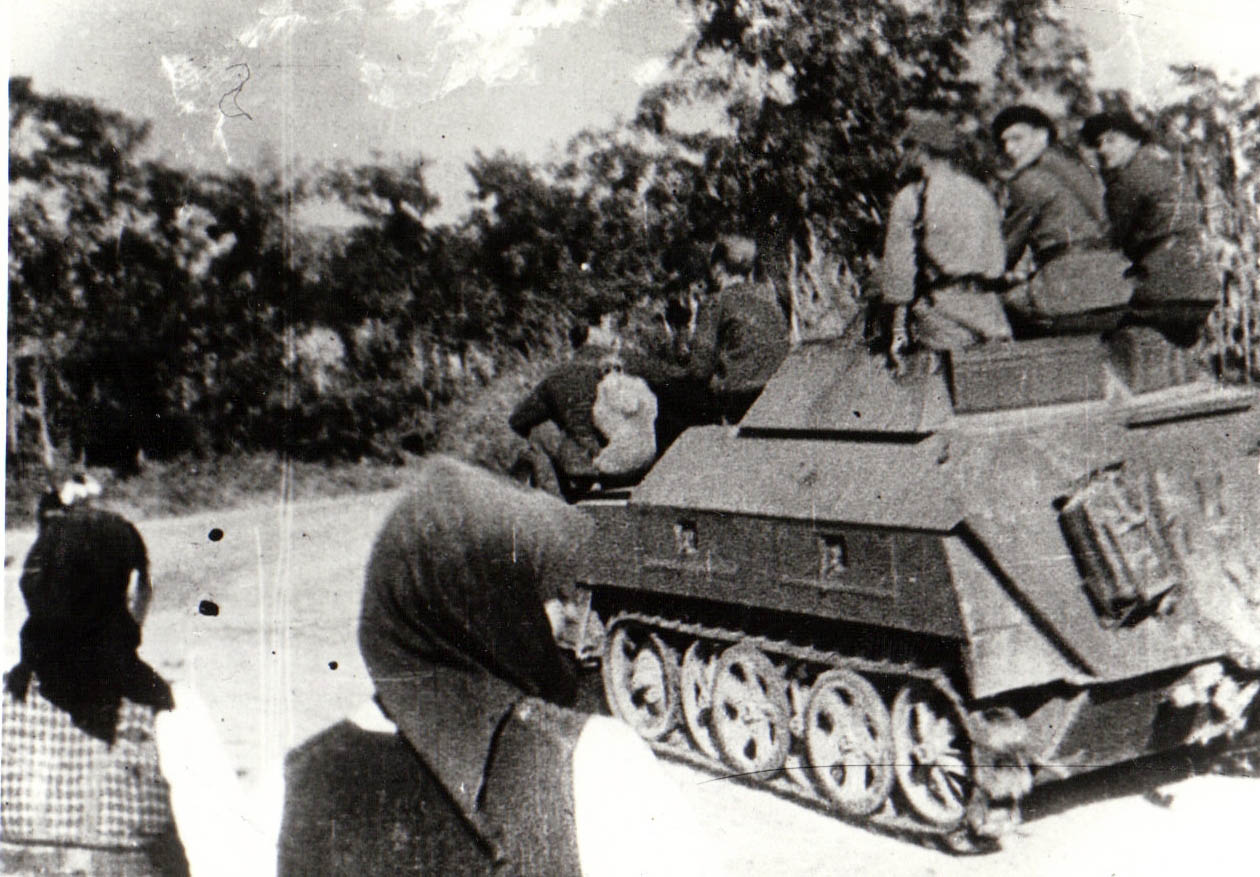
Vânători de munte români în Transilvania, în război cu trupele Axei, în 1944
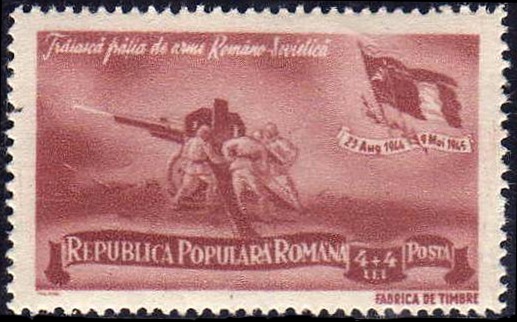
«Trăiască frăția de arme româno-sovietică!», timbru românesc din 1948
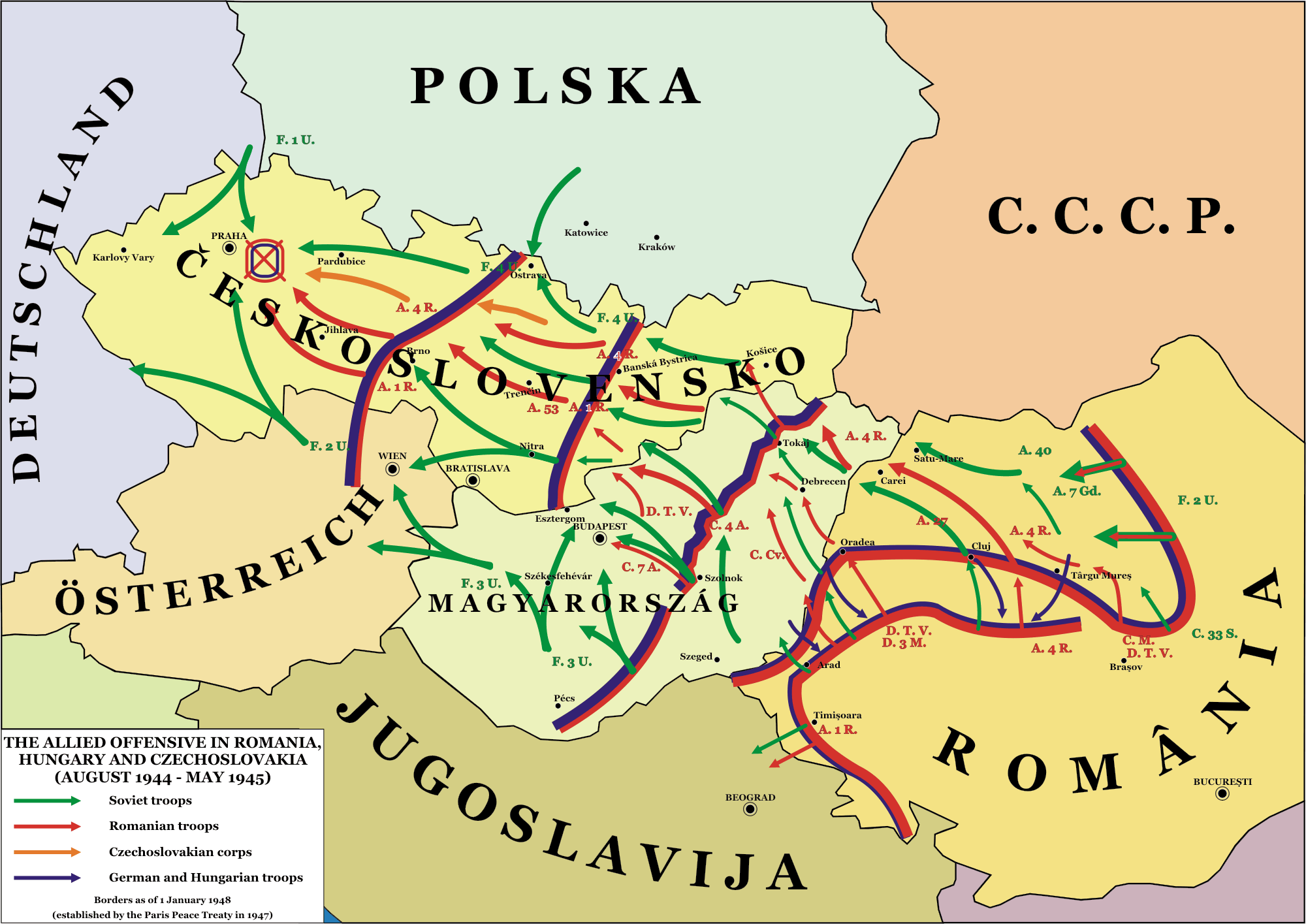
Operațiunile României împotriva Axei de partea aliată (în roșu), din 24 august 1944 până în 7 mai 1945

### Rezistența civilă
Rezistența civilă a fost rezultatul mișcărilor umanitare sau umaniste precum Crucea Roșie din România, care a sprijinit partizanii și pe cei persecutați de regimul fascist. Erau umaniștii Serviciului Maritim Român, care au operat pe tot parcursul războiului pachebotul Transilvania, navele de pasageri Medeea, Impăratul Traian și Dacia, împreună cu o duzină de alte nave mai mici, între Constanța și Istanbul, în serviciul organizației „Aliya” condusă de Samuel Leibovici și Eugen Maissner, salvând peste 60.000 de oameni. 

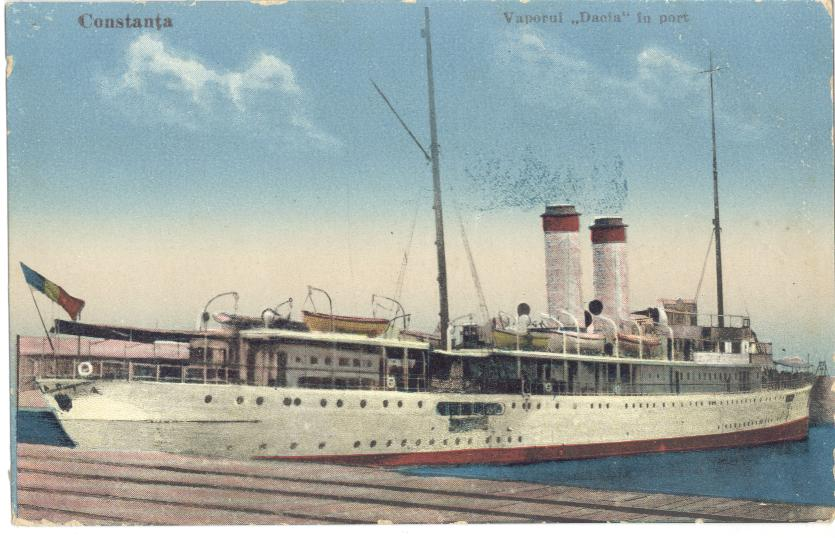
Vaporul Dacia construit în 1908 la Saint-Nazaire (Franța)
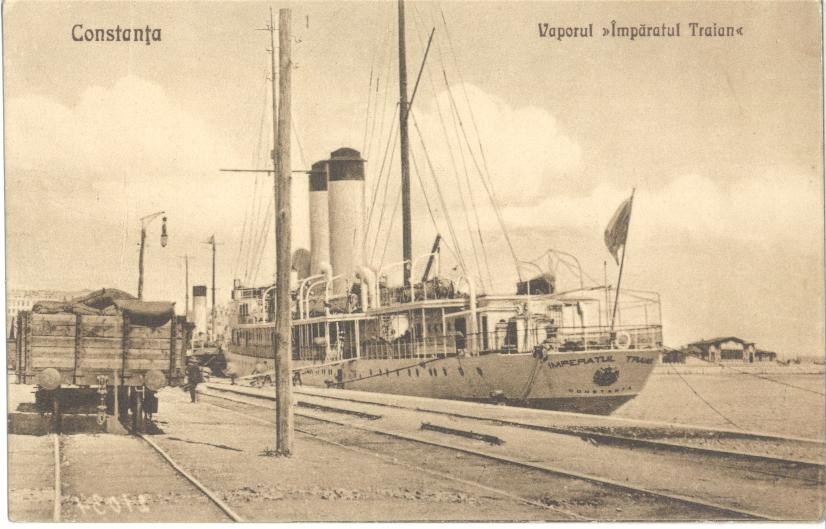
Vaporul Împăratul Traian construit în 1906 la Saint-Nazaire (Franța)
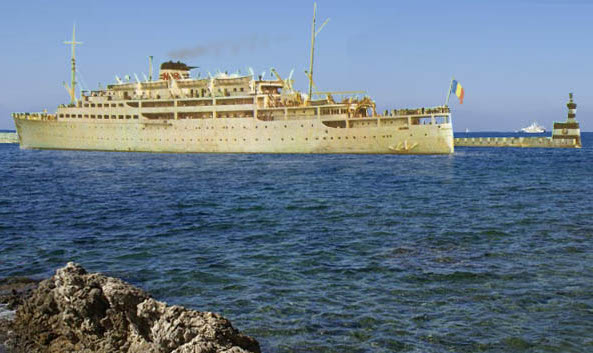
Pachebotul Transilvania la Constanța în 1967, construit în 1938 de șantierul naval „Burnmeister-Wain“ din Copenhaga (Danemarca)

Peste 1.000 de oameni au pierit din cauza torpilării navelor de către submarinele sovietice sau a refuzului autorităților turce de a le permite debarcarea (tragediile navelor Struma sau Mefküre). „Aliya” a închiriat și trenuri care, trecând prin Bulgaria (care era în Axă, dar nu participa la luptele cu Aliații), au transportat zeci de mii de evrei români în Turcia (țară neutră).
Pentru meritele lor, au primit titlul acordat de statul israelian prin intermediul institutului Yad Vashem, de "Drept între popoare", Viorica Agarici de la Crucea Roșie Română, farmacistul Dr. Dumitru Beceanu din Iași sau Traian Popovici, primarul orașului Cernăuți. Crucea Roșie a trimis alimente și medicamente deportaților din Transnistria și i-a convins pe ofițeri să nu execute ordinele primite, permițând astfel supraviețuirea unor familii precum cele ale lui Wilhelm Filderman sau Norman Manea. La rândul său, Constantin „Bâzu” Cantacuzino, unul dintre așii aviației române, a organizat o rețea de preluare a aviatorilor americani doborâți în România și de transportare clandestină a acestora în Turcia.. El s-a bucurat de protecția discretă a Regelui Mihai I și a comandantului garnizoanei București, Constantin Sănătescu, care i-a asigurat, de asemenea, resurse de comunicare și i-a făcut legătura cu misiunea interaliată clandestină „Autonomous” a SOE.

### Rezistența politică

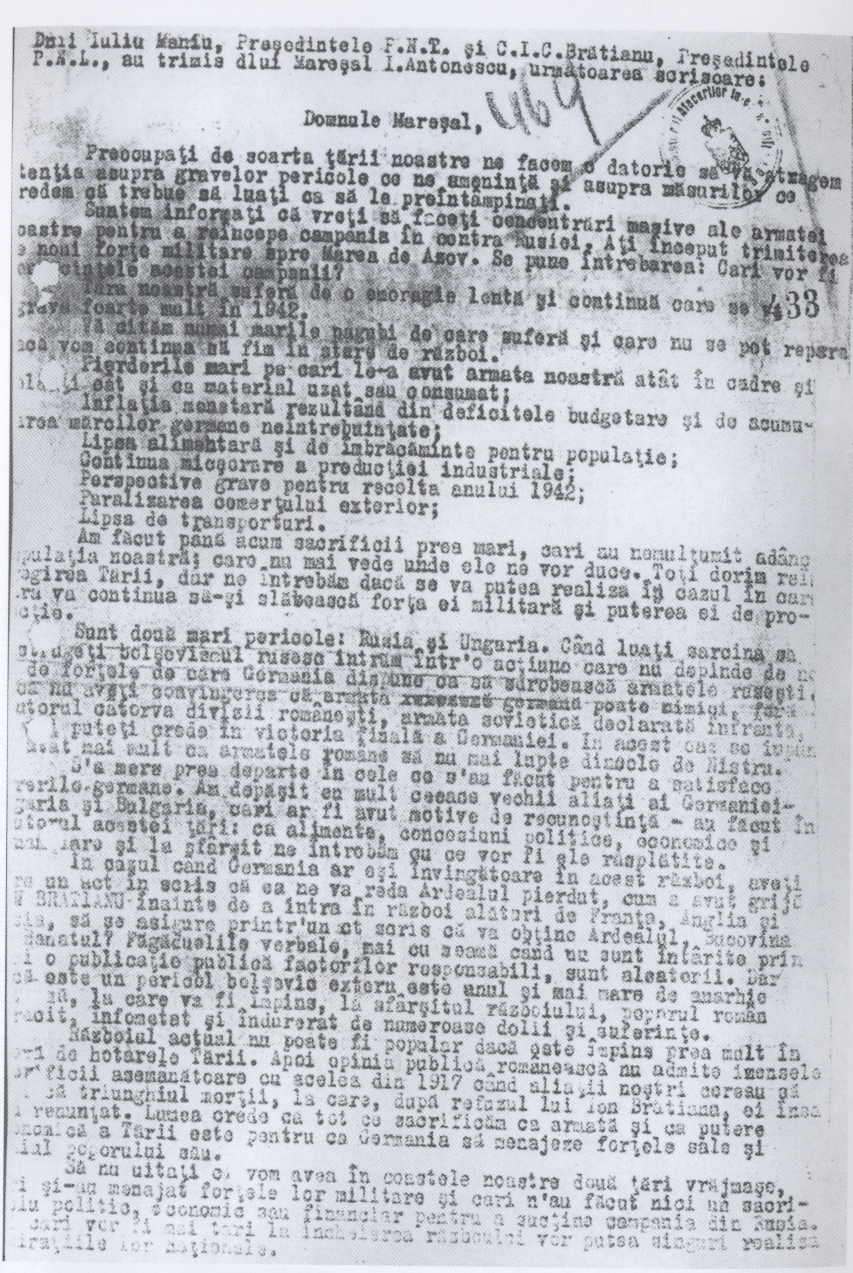
Memoriul liderilor opoziției democratice Iuliu Maniu și Ion Brătianu trimis lui Ion Antonescu (1942), împotriva angajării armatei române în ofensiva pe teritoriul sovietic

Personalități politice au format, fără ca Antonescu să reacționeze altfel decât prin dispunerea unor măsuri de arest la domiciliu, grupări de opoziție care au protestat public împotriva politicii regimului. Exasperat de „trădarea pasivă” a dictatorului român, care „l-a asigurat pe Führer de loialitatea sa, dar tolerează acțiunile antigermane”, Joseph Goebbels nota, la 19 februarie 1941, în jurnalul său personal: "Antonescu se menține la guvernare cu sprijinul Masoneriei și al dușmanilor Germaniei. Minoritatea noastră o duce greu. Reich-ul a făcut un asemenea efort degeaba".
În vara anului 1943, toate aceste grupuri politice, inclusiv comuniștii, s-au unit într-un „Consiliu Național de Rezistență”, condus în secret de tânărul rege Mihai I și de liderii partidelor democratice tradiționale. Acest consiliu a încercat să poarte negocieri în Suedia (prin intermediul ambasadorului Frederic Nanu și al agentului său Neagu Djuvara) și în Turcia (prin intermediul prințului Barbu A. Știrbey, descendent al domnitorului Barbu Dimitrie Știrbei) despre o schimbare de alianță în favoarea Aliaților occidentali, solicitând în schimb o debarcare anglo-americană în Balcani și o ocupare a României de către armatele țărilor vestice și nu de către Armata Roșie. 

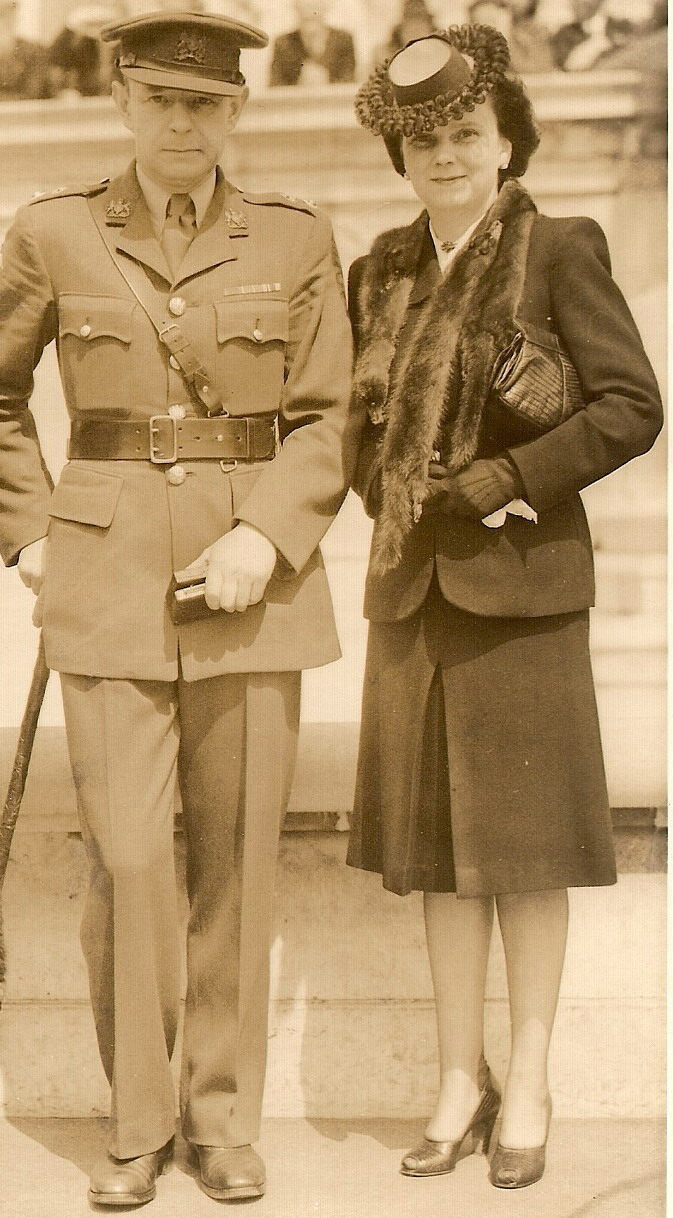
Locotenent-colonelul Alfred de Chastelain, comandantul operațiunii "Autonomous", împreună cu soția, în 1945

Pentru a discuta direct cu guvernul român despre posibilitatea trecerii României din tabăra Axei în tabăra Aliată, în apropierea Bucureștiului a fost parașutată o misiune interaliată clandestină a Special Executive Operations (SOE), numită Autonomous:33. Cei trei agenți parașutați în România au fost locotenent-colonelul Alfred Gardyne de Chastelain, ofițer experimentat al SOE, în calitate de lider al grupului, căpitanul Ivor Porter și căpitanul Silviu Mețianu, un român care emigrase în Marea Britanie. Toți trei au fost capturați de jandarmeria română aproape imediat, în zona comunei Plosca și au fost reținuți ca prizonieri de război, fiind bine tratați la sediul jandarmeriei din București. La 23 august 1944, lovitura de stat bine pregătită a tânărului rege Mihai I, care l-a luat complet prin surprindere pe Adolf Hitler, a făcut ca România să schimbe tabăra. Prizonierii britanici au fost eliberați și în aceeași seară regele a aranjat ca de Chastelain să zboare la Istanbul, de unde a putut călători la Cairo și apoi la Londra. Mețianu a rămas o vreme, apoi s-a întors în Anglia. Porter a rămas, pentru a ține legătura radio cu sediul SOE până la sosirea unei misiuni britanice în țară.
În timpul negocierilor, Barbu Știrbei a acceptat condițiile (inclusiv trecerea liberă a Armatei Roșii), obținând promisiunea „garantării” granițelor din 1939 și a restabilirii democrației parlamentare prin Constituția din 1923.

### Consecințe
Celor două divizii, „Tudor Vladimirescu” și „Horea, Cloșca și Crișan”, li s-a alăturat armata română, întrucât la 23 august 1944 dictatorul Ion Antonescu a fost destituit și arestat de către Regele Mihai I. Fără să aștepte răspunsul sovietic la cererea sa de armistițiu, România a declarat război Axei și i-a angajat pe cei 550.000 de soldați români în lupta împotriva Germaniei naziste. În consecință, frontul s-a mutat 700 km spre vest și spre sud în mai puțin de o săptămână și, conform estimărilor lui Winston Churchill, intrarea României în război alături de Aliați a evitat moartea a sute de mii de soldați ruși și a grăbit sfârșitul celui de-al Doilea Război Mondial cu șase luni. Odată declarat războiul împotriva Axei, forțele române, întărite cu recruți din rândurile partizanilor și plasate sub comandă sovietică, și-au lansat ofensiva asupra Ungariei, înaintând până în Slovacia.
De la 24 august 1944 până la 9 mai 1945, România a fost o țară aliată, ceea ce a făcut ca la Conferința de pace de la Paris din 1947 să-și recupereze Transilvania de Nord, care fusese atribuită Ungariei în 1940 ca urmare a Dictatului de la Viena. Operațiunile militare ale Armatei române împotriva Axei s-au desfășurat între 24 august 1944 (începând chiar de pe teritoriul României) și 7 mai 1945 (zona Chotěboř-Humpolec, la 90 km est de Praga). Pentru contribuția sa în trecerea de partea aliaților, regele Mihai I a primit Ordinul Victoriei, prin ordinul lui Iosif Stalin însuși.